# Plumes-du-Soleil
Plumes-du-Soleil (titre original : The Feathers of the Sun) est une nouvelle de Jack London publiée aux États-Unis en 1912.

## Historique
La nouvelle est publiée initialement dans The Saturday Evening Post, le 9 mars 1912, avant d'être reprise dans le recueil A Son of the Sun en mai 1912.

## Résumé
Un arnaqueur introduit des billets de banque faits maison sur une île des mers du Sud. Lorsque l'arnaque est découverte, il est battu avec un « sanglier particulièrement mort » et banni de l'île.

## Éditions

### Éditions en anglais
- The Feathers of the Sun, dans The Saturday Evening Post, 9 mars 1912.
- The Feathers of the Sun, dans le recueil A Son of the Sun, un volume chez  Doubleday, New York, mai 1912.

### Traductions en français
- Plumes-du-Soleil, traduction de Louis Postif, Paris, Hachette, 1936.
- Plumes-du-Soleil, traduction de Louis Postif, in Journal d’Extrême-Orient, Saigon, en feuilleton d’avril à mai 1954.
- Plumes-du-Soleil, traduction de Louis Postif, Paris, 10/18, 1978.

## Sources
- (en) Jack London's Works by Date of Composition
- http://www.jack-london.fr/bibliographie